# Miroljub Lešo
Miroljub Lešo (n. 27 iunie 1946, Belgrad, RFP Iugoslavia⁠(d) – d. 5 martie 2019, Belgrad, Serbia)  a fost un actor iugoslav și sârb. A apărut în peste 90 de filme în perioada 1968 - 2018. Lešo a jucat rolul lui Slavko în serialul de televiziune Otpisani despre partizanii iugoslavi. S-a născut și a murit la Belgrad.

## Filmografie selectată
| An   | Titlu                | Rol | Note |
| ---- | -------------------- | --- | ---- |
| 1997 | Some Birds Can't Fly |     |      |
| 1984 | The End of the War   |     |      |
| 1982 | The Smell of Quinces |     |      |
| 1975 | Backbone             |     |      |
| 1973 | Sutjeska             |     |      |

| An   | Titlu              | Rol | Note |
| ---- | ------------------ | --- | ---- |
| 1975 | Salaš u Malom Ritu |     |      |
| 1974 | Otpisani           |     |      |